# John Davidson (ingénieur)
Pour les articles homonymes, voir John Davidson.
John Frank Davidson, né le 7 février 1926  et mort le 25 décembre 2019 , est un ingénieur chimiste britannique et ancien professeur Shell de génie chimique à l'Université de Cambridge. Il est considéré comme le père fondateur du sujet de la fluidisation en génie chimique.

## Jeunesse
John Frank Davidson est né à Newcastle upon Tyne, le centre industriel du comté de Northumberland. Ses années scolaires (1937-1944) tombent pendant les jours difficiles de la Seconde Guerre mondiale. En 1944, il entre à l'Université de Cambridge, à laquelle toute sa vie future est associée. Après avoir obtenu un baccalauréat ès arts en 1947, Davidson rejoint Rolls-Royce à Derby, où il travaille deux ans et demi au département de développement mécanique. De retour en 1950 à Cambridge, il devient étudiant diplômé au département d'ingénierie (1950-1952). À la fin de 1952, il passe au département de génie chimique récemment fondé de l'Université de Cambridge. Au cours de cette période, Davidson commence à étudier théoriquement le mouvement des grosses bulles de gaz dans les liquides et écrit ses travaux encore largement cités sur le transfert de masse entre une bulle et un liquide qui la traverse. Mais, ce qui est plus important, ces études le stimulent à réaliser un certain nombre de travaux pionniers sur la fluidisation, qui sont généralisés dans son livre Fluidised Particles (1963), écrit avec David Harrison. C'est l'un des premiers livres sur la fluidisation, et il suscite un vif intérêt.

## Carrière
Les travaux de Davidson apportent une contribution importante au développement de l'hydrodynamique d'un lit fluidisé circulant et du transfert de chaleur dans un lit fluidisé ainsi qu'à la création et à la mise en œuvre de méthodes de combustion du lignite en lit fluidisé. Davidson obtient un doctorat en 1953 et un doctorat en sciences en 1968 à l'Université de Cambridge. En 1974, pour des travaux sur les écoulements diphasiques et, tout d'abord, pour des réalisations en fluidisation. En 1974-1975, il est membre de la commission d'enquête pour la catastrophe de Flixborough. 
Les travaux de recherche de Davidson sont toujours étroitement liés à ses activités pédagogiques. Il commence comme démonstrateur universitaire en génie chimique (1950) puis est chargé de cours à l'université (1954), lecteur en génie chimique (1964) et professeur (1975). De 1975 à 1993, Davidson dirige le département de génie chimique de l'Université de Cambridge et contribue beaucoup au développement du département, à la mise à jour du programme et au renforcement des relations avec l'industrie. De 1978 à 1993, il porte le titre de professeur Shell de génie chimique puisque Shell est un important sponsor de la fondation du département.
II a des liens avec le Trinity College, l'un des plus anciens collèges de Cambridge, qui durent de 1949 à sa mort. En 1957, il devient l'intendant du Collège responsable de toute la maisonnée, notamment l'organisation des réceptions de la famille royale. Le défi le plus difficile de cette période est la reconstruction de la Vieille Cuisine, construite en 1605. Cette reconstruction dure plusieurs années au début des années 1960. En 1992–1996, Davidson est vice-maître du Trinity College.
En 1970-1971, Davidson est président de l'Institution of Chemical Engineers ; il est membre associé étranger de la Académie nationale d'ingénierie des États-Unis (1976), docteur honoris causa de l'Institut national polytechnique de Toulouse (1979), docteur honoris causa en sciences de l'Université Aston (1989) et membre étranger de l'Académie nationale indienne des sciences (1991). Il reçoit la médaille commémorative Kurnakov donnée par l'Institut Kurnakov de chimie générale et inorganique de l'Académie des sciences de l'URSS (1991) et est élu membre étranger de l'Académie russe d'ingénierie (1998). 
Davidson est un participant fréquent et un invité des congrès de Mendeleïev, au cours desquels il prononce des conférences plénières. Il poursuit ses travaux de recherche actifs au Département de génie chimique de l'Université de Cambridge après sa retraite en 1992.
Il reçoit la médaille royale en 1999 pour son travail de génie chimique et est membre de la Royal Society depuis 1974. Il est président de l'Institution of Chemical Engineers (IChemE) de 1970 à 1971 et vice-président de la Royal Society en 1989. Il est nommé Fellow  de la Royal Academy of Engineering. En 1994, la National Portrait Gallery de Londres, avec la Royal Society, commande un portrait de Davidson au photographe Nick Sinclair, qui est acquis pour sa collection permanente.